# لیمان هاین
لیمان هاین (انگلیسی: Lyman Hine; ۲۲ ژوئن ۱۸۸۸ – ۵ مارس ۱۹۳۰)از برندگان مدال‌های بازی‌های المپیک زمستانی اهل ایالات متحده آمریکا بود.